# Owings Mills, Maryland
Owings Mills, Maryland (енгл. Owings Mills) насељено је место без административног статуса у америчкој савезној држави Мериленд.

## Демографија
По попису из 2010. године број становника је 30.622, што је 10.429 (51,6%) становника више него 2000. године.
| Група             | 2000.          | 2010.          |
| Белци             | 10.998 (54,5%) | 9.754 (31,9%)  |
| Афроамериканци    | 7.359 (36,4%)  | 15.616 (51,0%) |
| Азијати           | 791 (3,9%)     | 2.395 (7,8%)   |
| Хиспаноамериканци | 647 (3,2%)     | 2.135 (7,0%)   |
| Укупно            | 20.193         | 30.622         |